# Церква Преображення Господнього (Олександрівка)
Церква Преображення Господнього (рос. Церковь Преображения Господня) — православна церква в селі Олександрівка Ростовської області; Ростовська і Новочеркаська єпархія, Азовське благочиння.
Адреса: 346741, Ростовська область, Азовський район, село Олександрівка, вулиця Радянська, 122.

## Історія
У 1821 році між Чембурскими хуторами, утвореними переселенцями з лівобережної Малоросії, оселилися вздовж річки Чембурки, з саману цегли була складена церква; всі невеликі хутори, розташовані навколо церкви, стали називатися слободою Олександрівкою. У 1863 році сама церква була розібрана і в центрі слободи на площі була побудована нова дерев'яна. У 1900 році, вже в селі була відкрита церковно-парафіяльна школа, першим директором якої був священик з прізвищем Сидоренко. У 1905-1912 роках з цегли в селі був побудований новий храм Олександра Невського, створений на пожертвування жителів села. В цей час в Олександрівці працювали обидві церкви.
У 1936 році у дерев'яній церкві був влаштований клуб, який згорів у листопаді цього ж року. У наступному році на місці згорілого храму почалося будівництво нового клубу і створення біля нього парку. Після війни, в 1946 році, тут же була побудована сільська бібліотека.
Щодо храму Олександра Невського, то його почали руйнувати в 1937 році. З церковної цегли побудували вище зазначений клуб, райвиконком, правління колгоспу і інші сільські будівлі. Остаточно храм був розібраний у 1940 році. Богослужіння припинилися до окупації села німцями під час Великої Вітчизняної війни. Богослужіння відбувалися в приватному будинку, пристосованому під молитовний. Після війни служби припинилися зовсім.
Тільки після розпаду СРСР, у 1993 році, жителі Олександрівки з благословення митрополита Ростовського і Новочеркаського Володимира, створили Свято-Преображенський прихід. Сільська адміністрація виділила віруючим приміщення для богослужінь, яке було дореволюційної споруди і знаходилося в поганому стані. Призначений настоятелем парафії ієрей Євген Бабенцов разом з парафіянами доклав чимало зусиль, щоб відремонтувати будинок, обладнати в ньому вівтар та іконостас. Служби у цьому молитовному домі почалися в 1994 році.
28 серпня 2006 року, приблизно на тому місці де стояв старий дерев'яний храм, що згорів у 1936 році, в Олександрівці почалося будівництво нового храму. Перше богослужіння в ньому було скоєно 23 березня 2014 року. Освячення храму відбулося 19 серпня 2015 року, провів його митрополит Ростовський і Новочеркаський Меркурій.
Настоятелем Преображенського храму в 2003 році був призначений ієрей Элизбар Вікторович Орлов, виконувач свої обов'язки по теперішній час.